# エレウサ

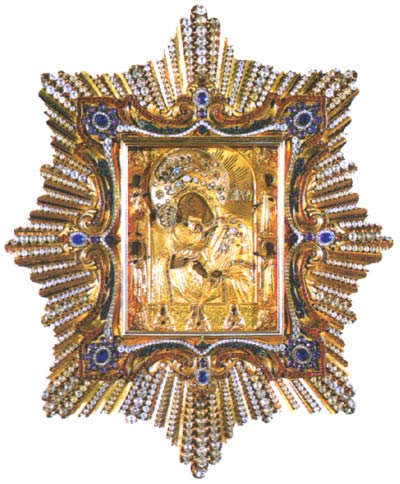
『ポチャイフの生神女』

エレウサ（ギリシア語: Ἐλεούσα, ロシア語: Елеуса - 『優しさ』『憐れみをあらわす』の意味）とは、生神女を描いた正教会のイコンの種別の一つ。イイスス・ハリストスが生神女マリヤに頬を寄せている姿で描かれている。ウラジーミルの生神女やポチャイフの生神女がこの種のイコンでよく知られたものである。
このイコンは人々に対する神の愛の最高のしるしとしてのイイススの犠牲を象徴し、イイススおよび全ての人に対する生神女マリヤの慈愛と、イイススがこれから受ける受難を想っての嘆きと忍耐を表している。
正教会の伝統においては、「エレウサ」は、マリヤについて述べたり讃えたりする際の称号としても用いられていた。

## ギャラリー

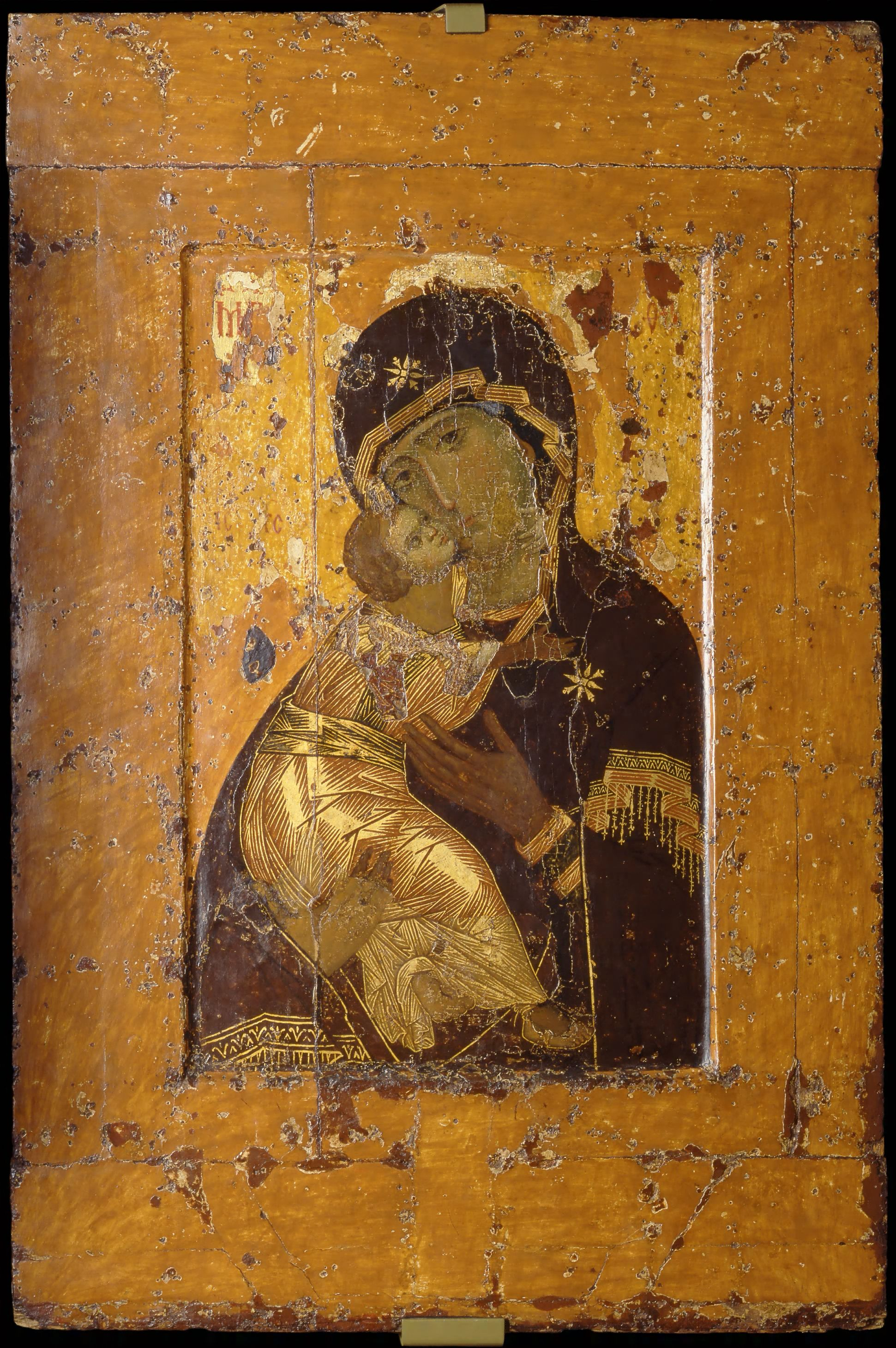
ウラジーミルの生神女（ロシア）
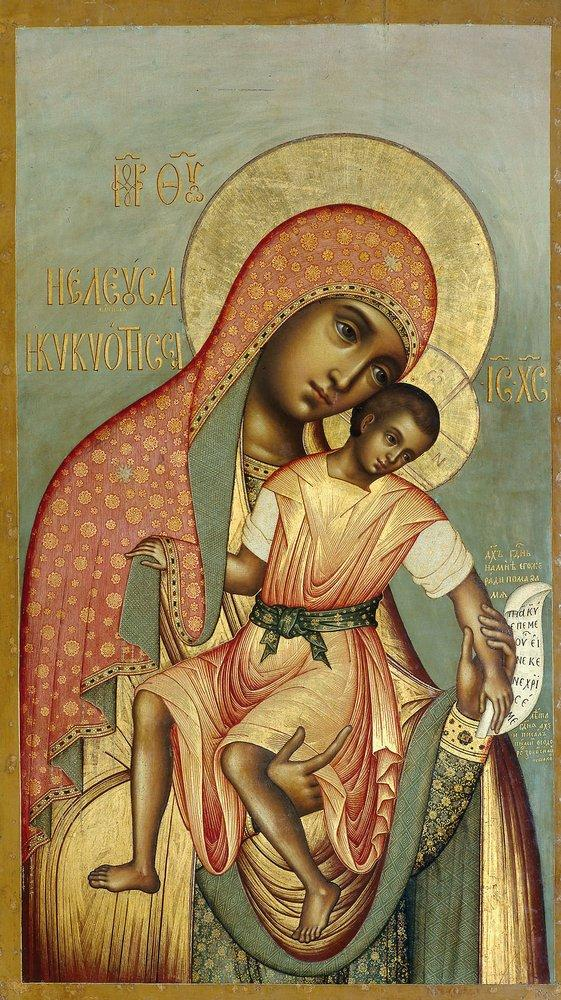
シモン・ウシャコフによるエレウサ型イコン（1668年、ロシア）
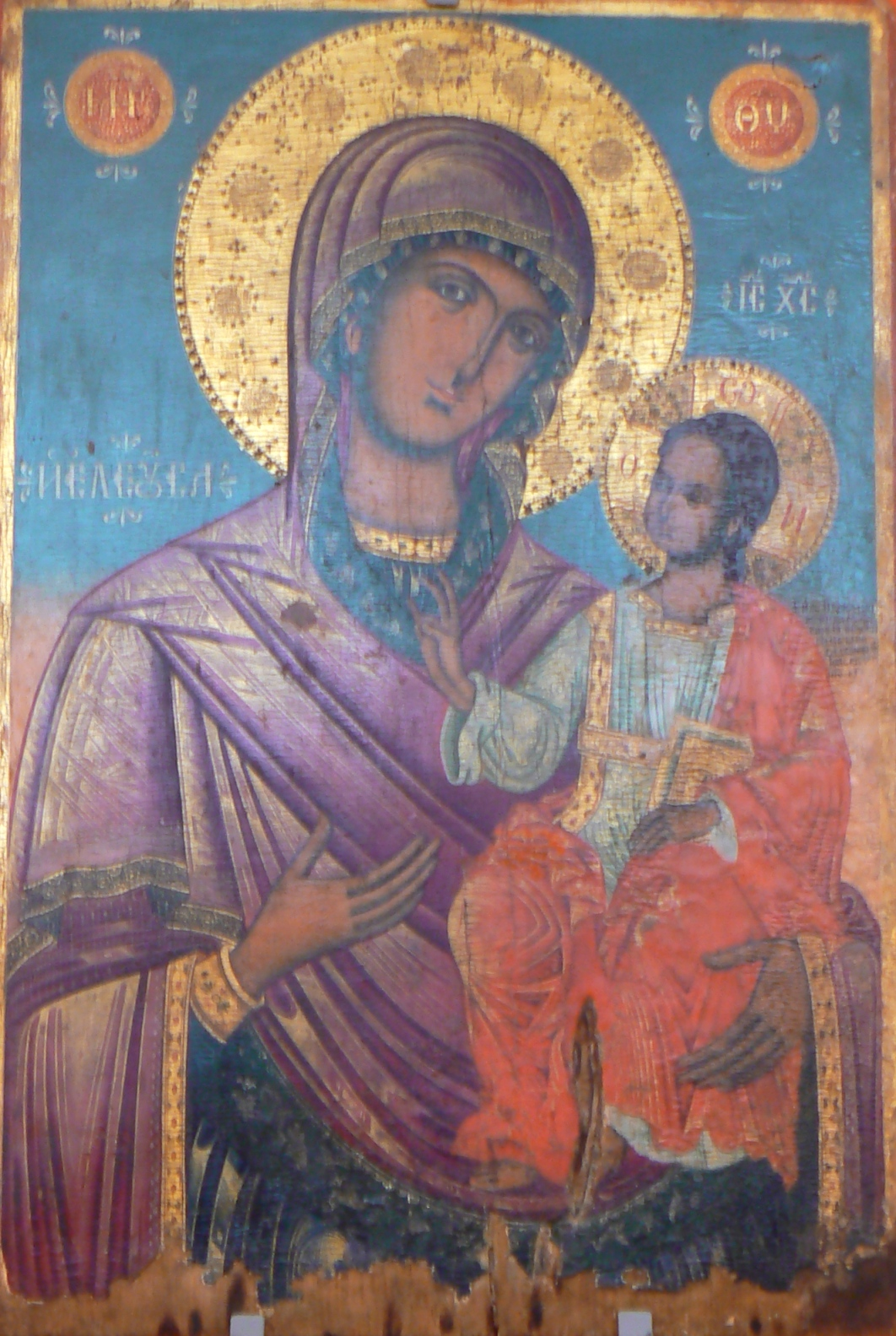
フリスト・ディミトロフによるエレウサ型イコン（1795年、ブルガリア）